# Pyrrosia eleagnifolia
Pyrrosia eleagnifolia là một loài thực vật có mạch trong họ Polypodiaceae. Loài này được (Bory) Hovenkamp miêu tả khoa học đầu tiên năm 1984.